# カエサレアのプリスキアヌス

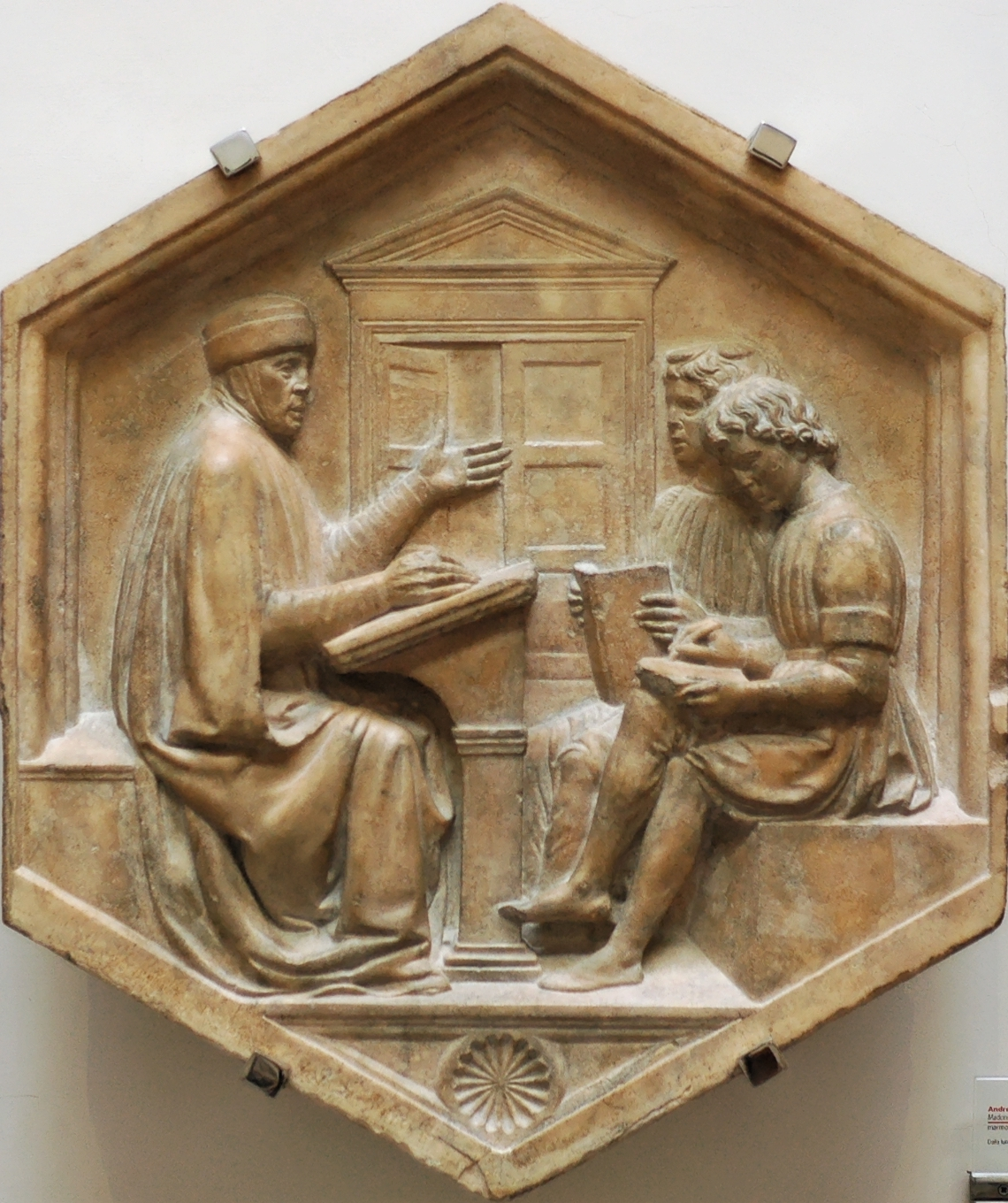
プリスキアヌス、つまり文法学教程、フィレンツェの鐘楼、ルカ・デッラ・ロッビアによる

カエサレアのプリスキアヌス（羅: Priscianus Caesariensis、500年ごろに活動）は、一般的にプリスキアヌスとして知られるラテン語文法学者。『文法学教程』（羅: Institutiones grammaticae）の著者。この作品は中世のラテン語教育において標準的な教科書となり、思弁文法の分野の素材を提供した。

## 生涯
プリスキアヌスの生涯は概して知られていない。プリスキアヌスはギリシア系の血筋を受け継いでおり、マウレタニア・カエサリエンシス属州の州都カエサレア(今日のアルジェリアテパザ県シャルシャール)で生まれ育った。カッシオドルスによれば、彼はコンスタンティノープルでラテン語を教えた。プリスキアヌスの行ったあまり有名でない活動として、512年に頃に東ローマのアナスタシウス1世(491年-518年)に対する賛辞を書いたことがある。これにより彼は国の庇護を受けられた。さらに、『文法学教程』の写本の中には、皇帝秘書課長のフラウィウス・テオドシウスが書写した（526年、527年）という旨の署名がなされたものもある。

## 著作

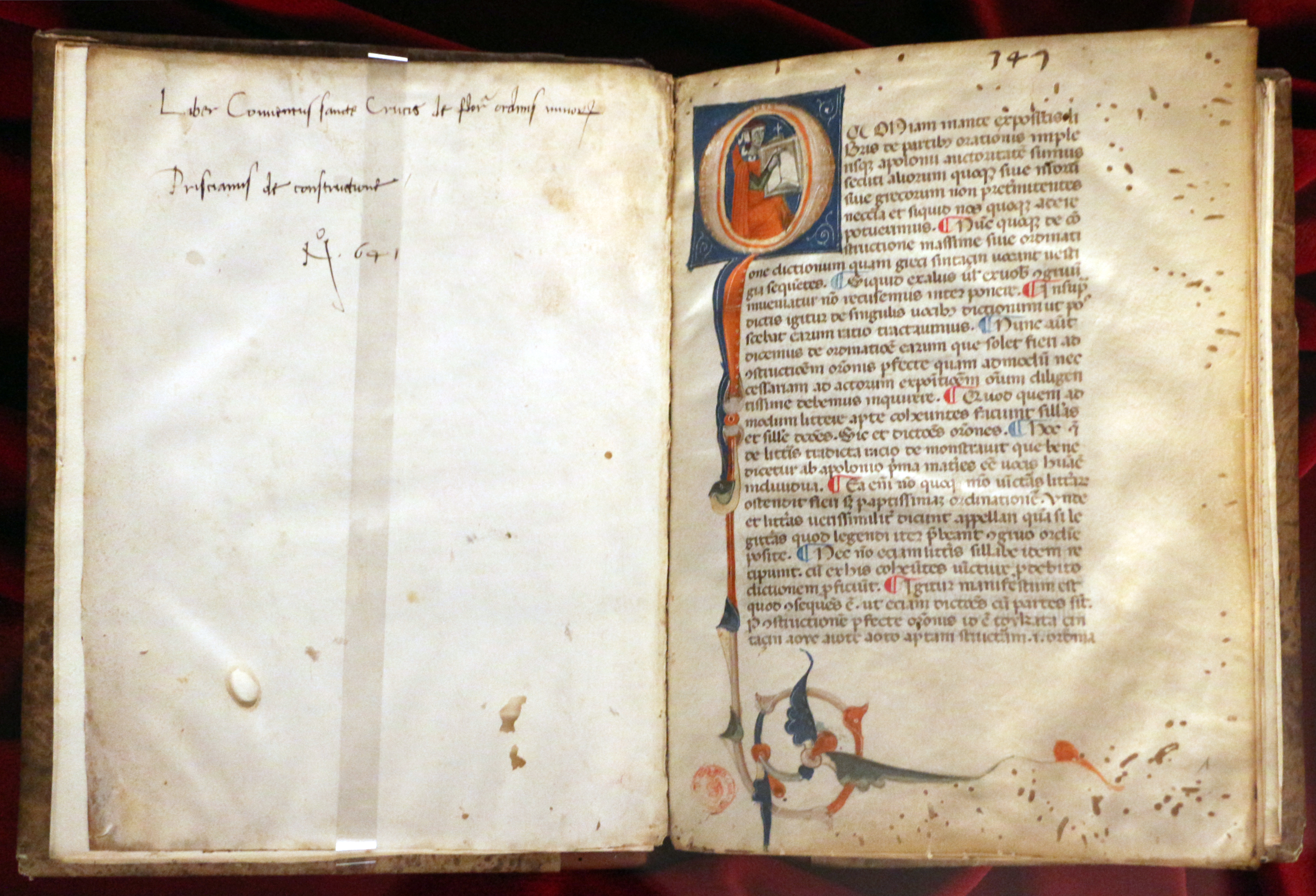
Institutiones Grammaticae, 1290 circa, Biblioteca Medicea Laurenziana, Florence

プリスキアヌスの最も有名な著書『文法学教程』（Institutiones grammaticae）は、ラテン語文法を体系的に解説したものである。本書はユリアヌスに捧げられているが、これは、プリスキアヌスより幾分後の時代に生きたユスティニアヌス大帝の『新勅法』の概略を書いたことでよく知られている著述家ではなく、背教者ユリアヌスを指していると考えられている。『文法学教程』は18巻からなり、そのうち前16巻は主に音声、造語法、語形変化について扱っていて、後2巻は作品全体の4分の1から3分の1を占めていて統語論を扱っている。
『文法学教程』はアイリオス・ヘロディアノスやアポロニオス・デュスコロスといった、ギリシア人の文法学者の著作に基づいている。本書に文法規則を説明する例文として収録されているものの中には、ラテン語著述家の散逸してしまった著作の断片が多数含まれている。その著述家の中には、エンニウス、パクウィウス、アッキウス、大カトー、ウァロがいる。しかしプリスキアヌスが最もよく引用したのはウェルギリウスで、それに次いでテレンティウス、キケロ、プラウトゥスがよく引用された。他に、ルカヌス、ホラティウス、風刺詩、サッルスティウス、スタティウス、オウィディウス、リウィウス、ペルシウスも引用された。
『文法学教程』は8世紀イングランドの著述家たち、アルドヘルム、ベーダ・ヴェネラビリス、アルクィンに引用され、次の世紀にもフルダのフラバヌス・マウルスやフェリエールのルプス・セルウァートゥスによって要約版が作られるなど、広く利用された。千ほどの写本が現存しており、そのすべてがテオドロスの作成した写本に由来している。大部分の写本は1巻から16巻よりなり（『大プリスキアヌス』とも呼ばれる）、いくつかの写本は（「シュンマクスに対して」3巻とともに）17・18巻のみからなる（『小プリスキアヌス』）。少数の写本のみが18巻そろっている。現存する最初期の写本は9世紀のものであるが、それより幾分古いものが断片の形で残っている。
それほど有名でない著書には以下のものがある
- シュンマクス（ボエティウスの義父）に捧げられた3本の論文:重さと長さについて;テレンティウスの韻律について; ヘルモゲネスによる修辞学の論文をギリシア語からラテン語に翻訳した "Praeexercitamina"
- 『名詞、代名詞、動詞について』（羅: De nomine, pronomine, et verbo）：学校で文法を教えるのに使うために『文法学教程』を要約したもの
- "Partitiones xii. versuum Aeneidos principalium":：もう一つの教材として執筆された著作で、Q&A形式で『アエネーイス』を詳細に吟味している。最初に韻律が議論され、全ての言葉がそれぞれ精査され、徹底的・教育的に考察される。
- 312のヘクサメトロスと弱強格の短い序文から成る、前述のアナスタシウスに対する詩
- ディオニュシオスの1087のヘクサメトロスからなる『ペリエゲテース』、つまり世界の地理学的研究のラテン語訳

## 編集・翻訳
- Prisciani caesariensis grammatici opera ... Edited by Augvst Krehl. Lipsiae: Weidmann, 1819-20.
- Prisciani institutionum grammaticalium librorum I-XVI, indices et concordantiae. Curantibus Cirilo Garcia Roman, Marco A. Gutierrez Galindo. Hildesheim, New York: Olms-Weidmann, 2001.
- Prisciani institutionum grammaticalium librorum XVII et XVIII, indices et concordantiae. Curantibus Cirilo Garcia Roman, Marco A. Gutierrez Galindo, Maria del Carmen Diaz de Alda Carlos. Hildesheim, New York: Olms-Weidmann, 1999.
- Priscians Darstellung des silbisch gebundenen Tonhöhenmorenakzents des Lateinischen. Latin Text and German translation with commentary of De accdentibus.
- Prisciani Caesariensis opuscula. Critical edition edited by Marina Passalacqua witn commentary in Italian. Roma: Edizioni di storia e letteratura, 1987 (vol. I: De figuris numerorum. De metris Terentii. Praeexercitamina; vol. II: Institutio de nomine et pronomine et verbo partitiones duodecim versuum aeneidos principalium)
- Priscien, Grammaire. Livre XVII – Syntaxe I, Paris: Vrin 2010. (French translation)